# 増澤敏行
増澤 敏行（ますざわ としゆき、1947年11月17日 - 2005年6月2日）は、日本の環境学者。

## 来歴
長野県岡谷市出身。長野県諏訪清陵高等学校を経て、1971年、京都大学理学部卒業。1974年、名古屋大学大学院理学研究科修士課程地球科学専攻修了。同年7月、同大学大学院理学研究科博士課程大気水圏科学専攻中退、同大学水圏科学研究所附属微量分析室助手。1978年、同大学水圏科学研究所助手。1984年、名古屋大学理学博士。1992年、ケンブリッジ大学地球科学科文部省在外研究員。1993年、名古屋大学大気水圏科学研究所共同研究観測プロジェクトセンター助手、同年11月、同助教授。2001年、名古屋大学大学院地球環境科学専攻教授。

## 賞歴
- 第14回海洋化学学術賞（海洋化学研究所、1999年）[1]